# Cnemidocarpa completa
Cnemidocarpa completa är en sjöpungsart som beskrevs av Kott 1985. Cnemidocarpa completa ingår i släktet Cnemidocarpa och familjen Styelidae. Inga underarter finns listade i Catalogue of Life.